# Selliguea triloba
Selliguea triloba är en stensöteväxtart som först beskrevs av Houtt., och fick sitt nu gällande namn av Michael Greene Price. Selliguea triloba ingår i släktet Selliguea och familjen Polypodiaceae. Inga underarter finns listade.